# Emilio Sola
Emilio Sola Castaño, né le 1er décembre 1945 à Cangas de Onís (Asturies, Espagne), est un historien et écrivain espagnol.

## Biographie
Emilio Sola fait ses études dans les universités de Barcelone, Pampelune et Valladolid. Il obtient un doctorat à l'Université Complutense de Madrid avec une thèse sur les relations de l'Espagne avec le Japon entre 1580 et 1614. Il est professeur à l'Université Complutense et à l'Université Autonome de Madrid jusqu'en 1976, année qui marque son départ en Algérie comme professeur à l'Université d'Oran.
En 1984, il revient en Espagne et devient professeur d'histoire moderne à l'Université d'Alcalá.
Il a publié plusieurs ouvrages sur Cervantès. En tant que romancier, il a obtenu le Prix Café Gijón en 1984 avec son roman Los hijos del agobio.

## Œuvres
- La Ísla, ed. RIALP, 1974. Poésie.
- Más al sur de este sur del mar, ed. Colectivo, 1979. Poésie.
- Los hijos del agobio, Prix Café Gijón, 1984. Roman.
- Libro de las maravillas del Oriente lejano,  Histoire.
- Un Mediterráneo de piratas: corsarios, renegados y cautivos, Madrid, Editorial Tecnos, 1988, 308 pp., Histoire.
- Argelia, entre el desierto y el mar. Histoire.
- Los Reyes Católicos. Los reyes que sufragaron la mayor quimera de la Historia, ed. Anaya, 1988. Histoire.
- La España de los Austrias. La hegemonía mundial, ed. Anaya, 1988. Histoire.
- El Paraíso de las Islas, ed. Fugaz, 1993. Roman.
- Cervantes y la Berbería; Cervantes, mundo turco-berberisco y servicios en la época de Felipe II, ed. Fondo de Cultura Económica de España, 1995. Histoire.
- La novela secreta,  1996. Roman.
- La Vaquería de la calle Libertad, ed. Archivo de la Frontera, 1996, édition revue et corrigée en 2006 (ed. Archivo de la Frontera). Autobiographie de la Transition.
- La vida, y historia de Hayradin, llamado Barbarroja, Gavazat-I Ha Yreddin (La crónica del guerrero de la fe Hayreddin Barabarroja), ed. Universidad de Granada. Histoire. En collaboration avec Miguel Ángel de Bunes Ibarra.
- Historia de un desencuentro, España y Japón. 1580-1614, ed. Fugaz, 1999 (basé sur une thèse de 1977). Histoire.
- Corsarios o reyes. De la saga de los Barbarroja a Miguel de Cervantes. Histoire.
- Renegados, viajeros y transfugas. Comportamientos heterodoxos y de frontera en el siglo XVI, ed. Fugaz, 2000. Histoire. En collaboration avec Germán Vázquez Chamorro et Pedro García Martín.
- La estación sin nombre, ed. Universidad de Alcalá de Henares, 2003. Essai et poésie.
- Los que van y vienen. Información y fronteras en el Mediterráneo clásico del siglo XVI, 2005. Histoire.
- La canina esmeralda, ed. Archivo de la Frontera, 2007. Roman, poésie, histoire.
- Nadadores, un ensayo de no novela histórica, ed. Archivo de la Frontera, 2007. Essai, histoire et poésie.
- Uchali: el calabrés tiñoso o el mito del corsario muladí en la frontera, ed. Bellaterra, 2011. Histoire.
- Poema del renegado, ed. Archivo de la Frontera, 2014. Histoire, poésie.
- La conjura de Campanella, edition en ebook. Histoire-roman.
- Arcadio y los pastores (novela africana y pastoril). Roman.
- Cervantes libertario. Cervantes antisistema, o por qué los anarquistas aman a Cervantes, Fundación Anselmo Lorenzo, 2016. Essai.